# Wilson Ferreira Aldunate
Wilson Ferreira Aldunate (Nico Pérez, 1919 - Montevideo, 1988) fou un polític uruguaià, considerat el principal cabdill civil del Partit Nacional des de la dècada de 1970 fins a la seva mort el 1988. Va adquirir notorietat després de declarar-se com un dels més destacats opositors als governs de Jorge Pacheco Areco i de Juan María Bordaberry, i després del cop d'estat del 27 de juny de 1973, es va exiliar i es va convertir en un dels crítics més importants del règim militar.

## Biografia
Wilson es va presentar a les eleccions generals de 1971 però no va aconseguir la presidència. El Partit Nacional va denunciar els fets i la Cort Electoral va començar una investigació que finalment va arribar a reconèixer que hi havia més vots que no circuits. No obstant això, la Cort va determinar que aquest fet aïllat no alterava els resultats. Els nacionalistes sempre van sostenir que a Wilson li havien robat les eleccions. Més endavant, es va confirmar que l'expresident brasiler Emílio Garrastazu Médici havia mantingut una reunió secreta amb el llavors president estatunidenc Richard Nixon i amb la CIA per tal d'influenciar els resultats de les eleccions uruguaianes i evitar així una possible victòria de la coalició política d'esquerres, el Front Ampli.

El candidat nacionalista, que anys abans havia estat ministre de Ramaderia (1963-1967), va ocupar també un lloc al Senat fins a l'any 1973, quan es va exiliar mesos després del cop d'estat. Des de fora, Wilson va ser crític dels governs de Pacheco i de Bordaberry. Ferreira va dir:
| « | Em perdonareu que jo, abans de retirar-me de sala, doni a la cara dels autors d'aquest atemptat el nom del seu més radical i irreconciliable enemic, que serà, no tinguin cap mena de dubte, el venjador de la República: Visca el Partit Nacional! | » |

### Mort
Va morir a Montevideo el 15 de març de 1988, víctima d'un càncer. La seva mort va provocar una gran demostració popular i nombrosos reconeixements de tots els partits polítics de l'Uruguai.